# Syneches armatus
Syneches armatus är en tvåvingeart som beskrevs av Axel Leonard Melander 1928. Syneches armatus ingår i släktet Syneches och familjen puckeldansflugor. Inga underarter finns listade i Catalogue of Life.